# ボーモンタメル
ボーモンタメル （Beaumont-Hamel）は、フランス、オー＝ド＝フランス地域圏、ソンム県のコミューン。

## 地理
県北東部にあり、直線距離では、フランス国道のゼロ地点であるパリのノートルダム大聖堂から北東に137.7km、県都アミアンの南東33.3km、リールの南東27.2kmに位置する。
コミューンの地形は変化に富み、枯れ谷、斜面、台地が交互に並ぶ。深い渓谷であるロワイヤールは、ボーモンとアメル（Hamel)を隔てている。
コミューンの土壌は海岸部で見られる石灰岩質であるが、台地は粘土またはローム層である。
アンクル川はティエヴァル川およびオチュイユ川とともにコミューンの南東の境に達している。
コミューンの中心はボーモンの村落で、他に2つの集落がある。ガール・ド・ボークール、そしてアメルである。村落と2つの集落は第一次世界大戦中に完全に破壊され、戦間期に再建された。

## 由来
ボーモンの村は、1532年にBumontと記された。ポール・ドゥカニー神父によれば、Hamelはガリア語で『湿原の定住地』を意味する。

## 歴史
ローマ人とガリア人の存在は、アメルにおいて発掘された発掘品によって証明されている。
アメルにはかつて中世の城があった。この城の遺跡は、19世紀にはボワ・ド・ラ・トゥールという場所でまだ見ることができた。
ボーモンの地に人が定住したのは、アメルよりも後である。
18世紀終わり、ボーモンの教区教会の再建は、その場所での人口を分割した。建物は最終的に教区の一番標高の低い場所に建てられた。教会は第一次世界大戦で破壊されている。
第一次世界大戦中、コミューンは数か月間前線地帯に最も近かったため、激しい戦いに巻き込まれた。
- 1916年7月1日、ニューファンドランド義勇兵連隊が全滅に近い犠牲を出した。ロイヤル・ニューファンドランド連隊は、ソンムの戦いの主要な攻撃の一つが始まった30分後には、わずか68人しか生き残っていなかった。
- ソンムの戦いのホーソン・リッジにおいて、イギリス陸軍は1916年に硝酸塩、TNTとアルミニウム、アンモナルを基にした新しく強力な爆薬を、初めて大量に使用した。18トンのアンモナルがドイツ軍の陣地を吹き飛ばし、ボーモンタメルの西側の地面に大きなクレーターを残した。

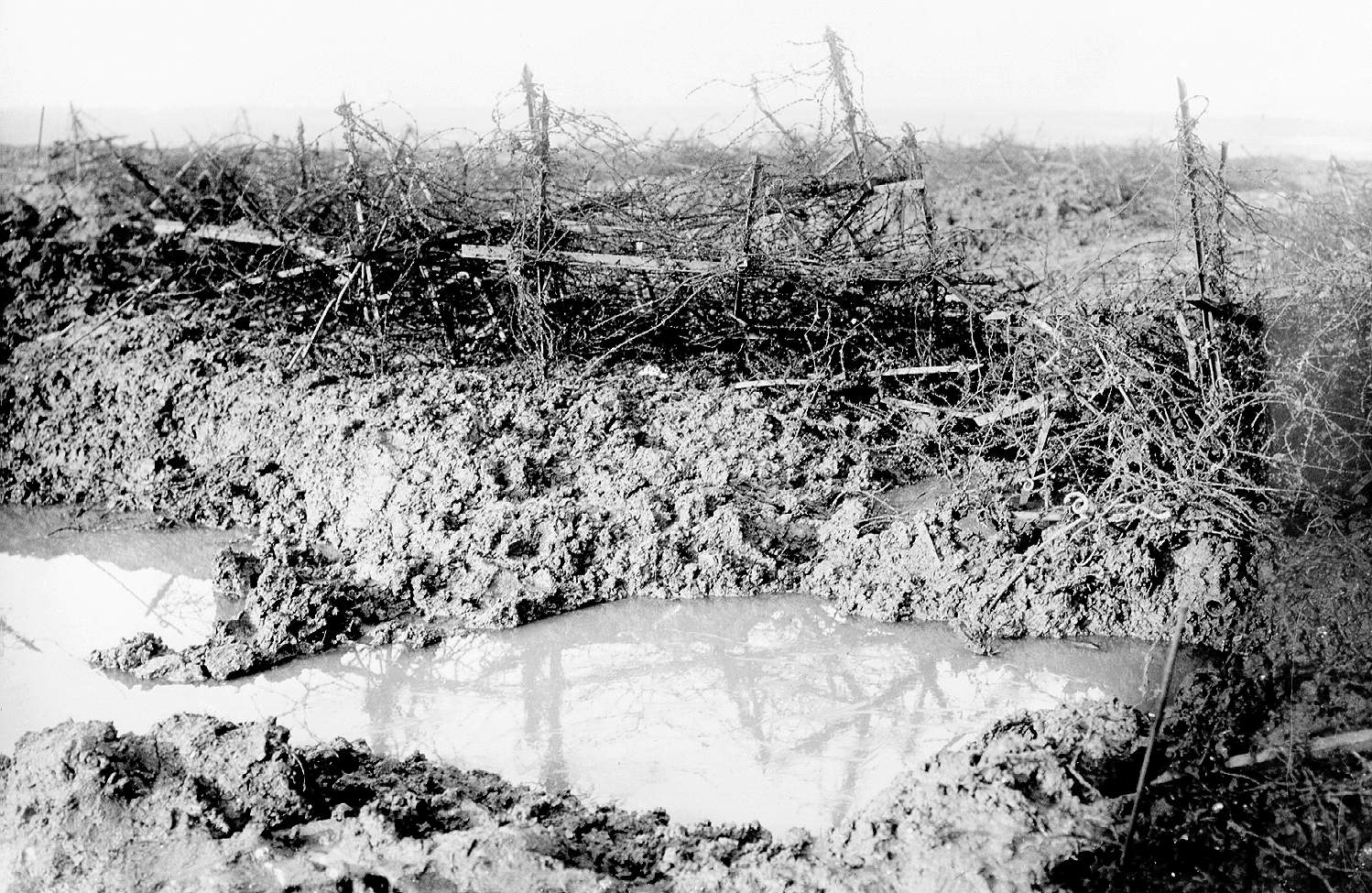
1916に撮影された、ボーモンタメルの有刺鉄線
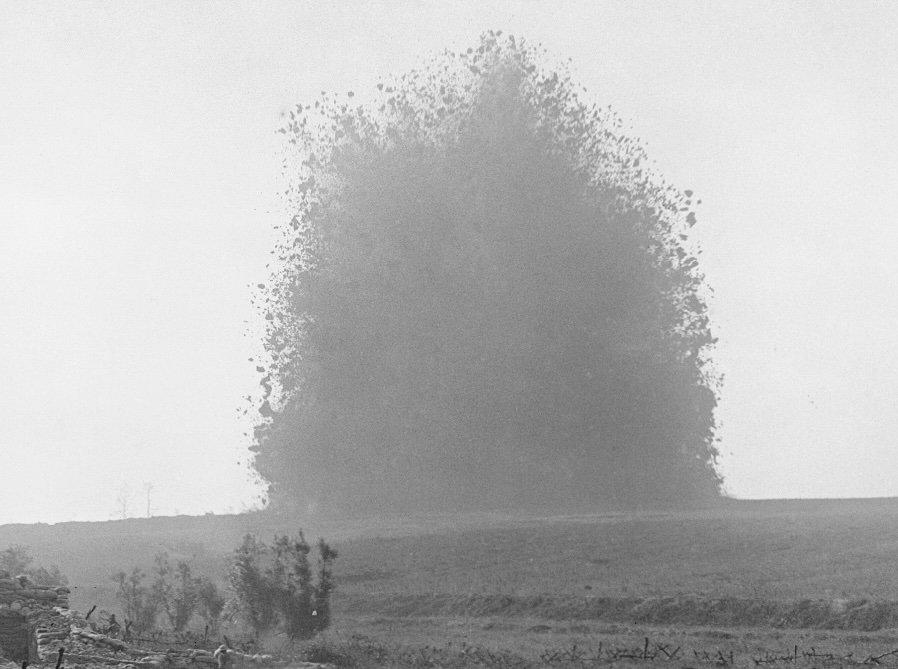
1916年7月1日、ソンムの戦い発生時に起きた鉱山の爆発
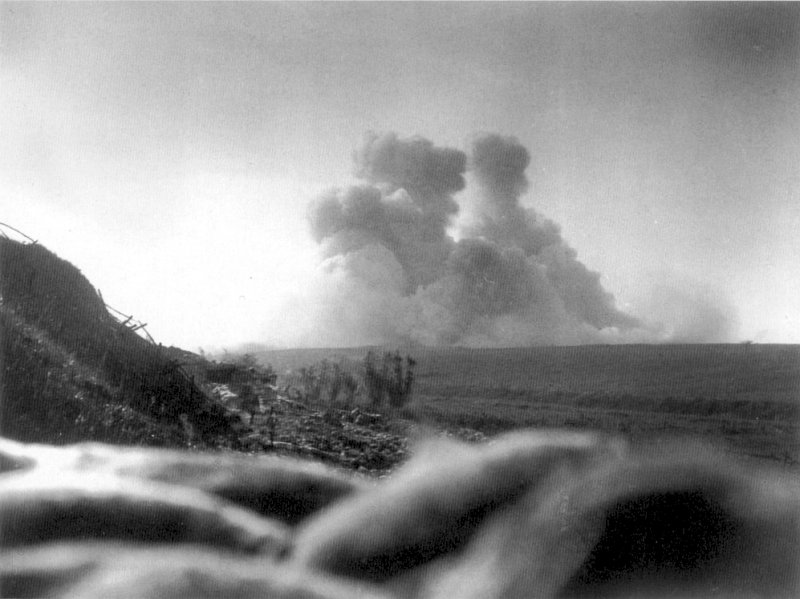
ホーソン・リッジ鉱山爆発後の塵
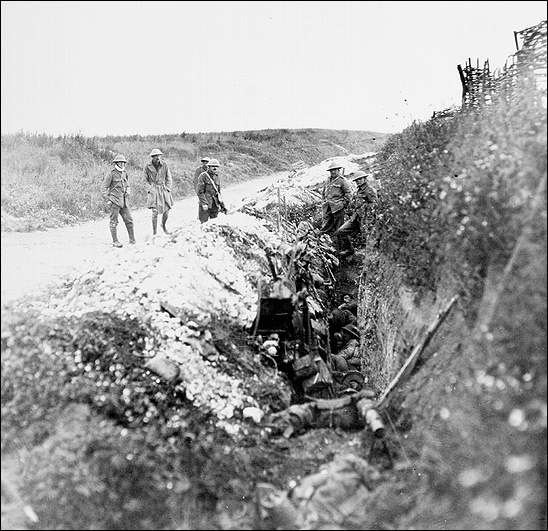
1916に撮影された、ニューファンドランド兵
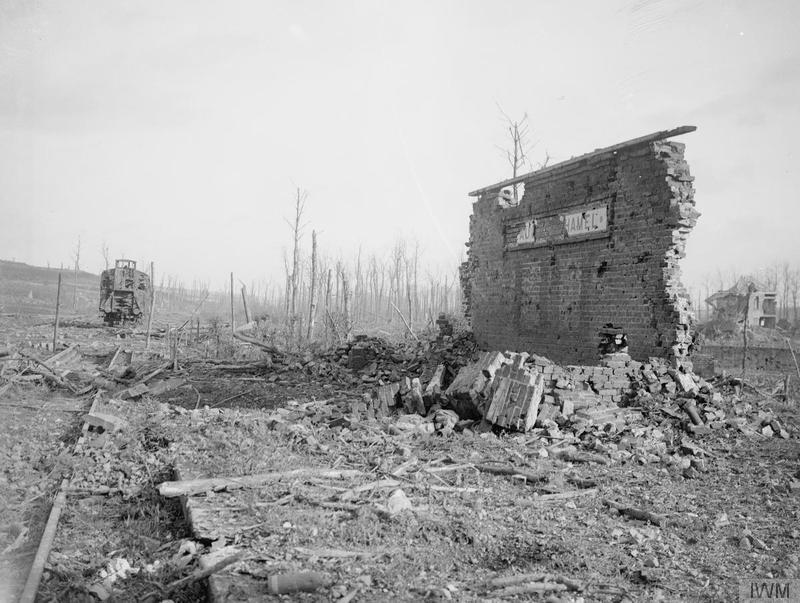
1916年に撮影された駅
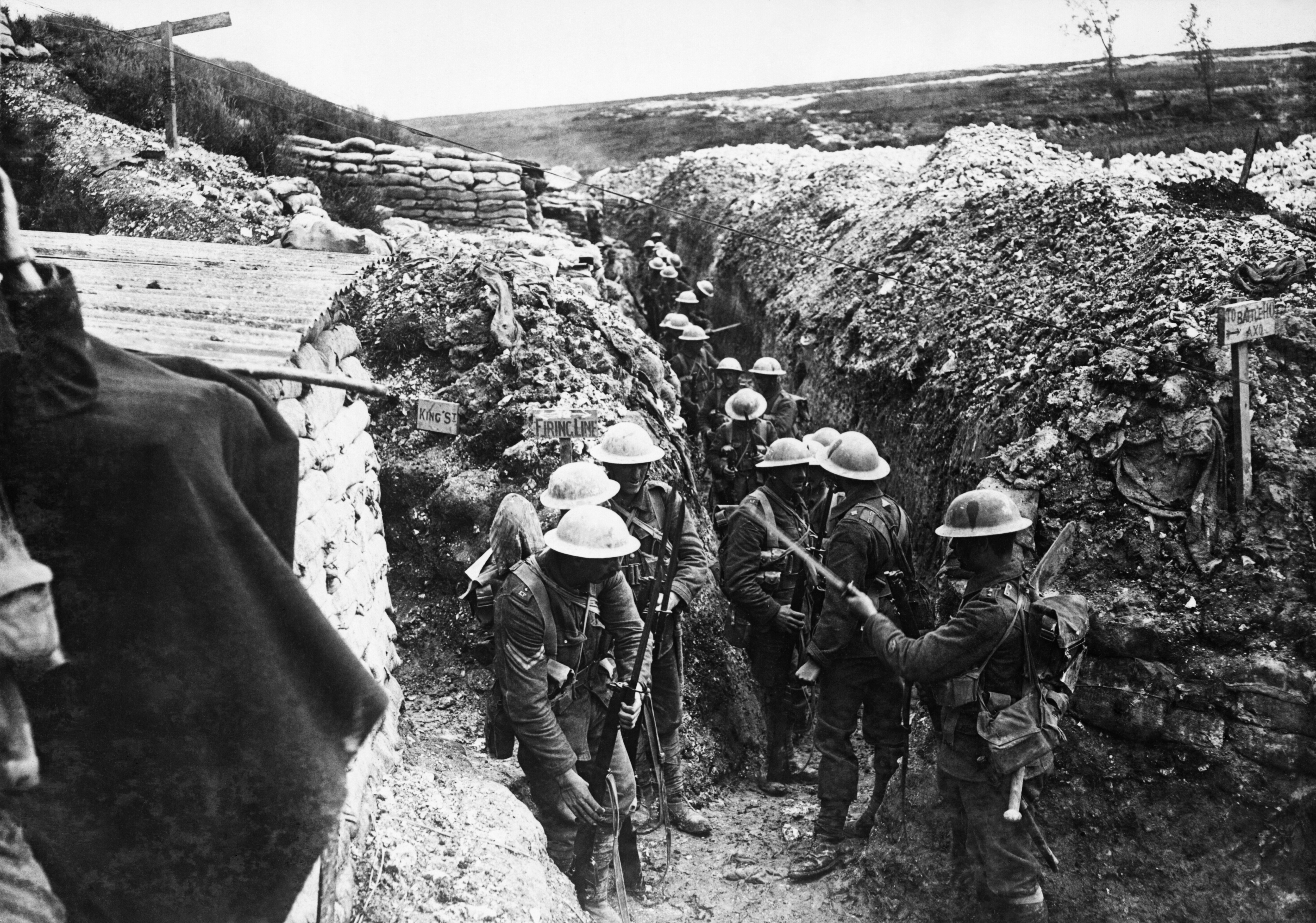
ランカスター・フュージリアーズの壕

1918年11月には、塹壕、鉱山には雨水がたまり、村には何も残っていなかった。地雷の一掃と並行して（兵器の抽出と破壊、無力化または不発弾の搬出）、戦闘が残した爪痕の深刻さのためゾーン・ルージュ（en、戦闘による汚染地域）に指定された。その後、村は長期にわたる再建の対象となった。

## 人口統計
| 1962年 | 1968年 | 1975年 | 1982年 | 1990年 | 1999年 | 2005年 | 2015年 |
| ------ | ------ | ------ | ------ | ------ | ------ | ------ | ------ |
| 273    | 262    | 215    | 221    | 214    | 218    | 187    | 211    |

参照元:1962年から1999年までは複数コミューンに住所登録をする者の重複分を除いたもの。それ以降は当該コミューンの人口統計によるもの。1999年までEHESS/Cassini、2006年以降INSEE

## 史跡
- ボーモンタメル・ニューファンドランド人記念碑 - 第一次世界大戦で戦死したニューファンドランド兵を称える記念碑[10] · [11]。

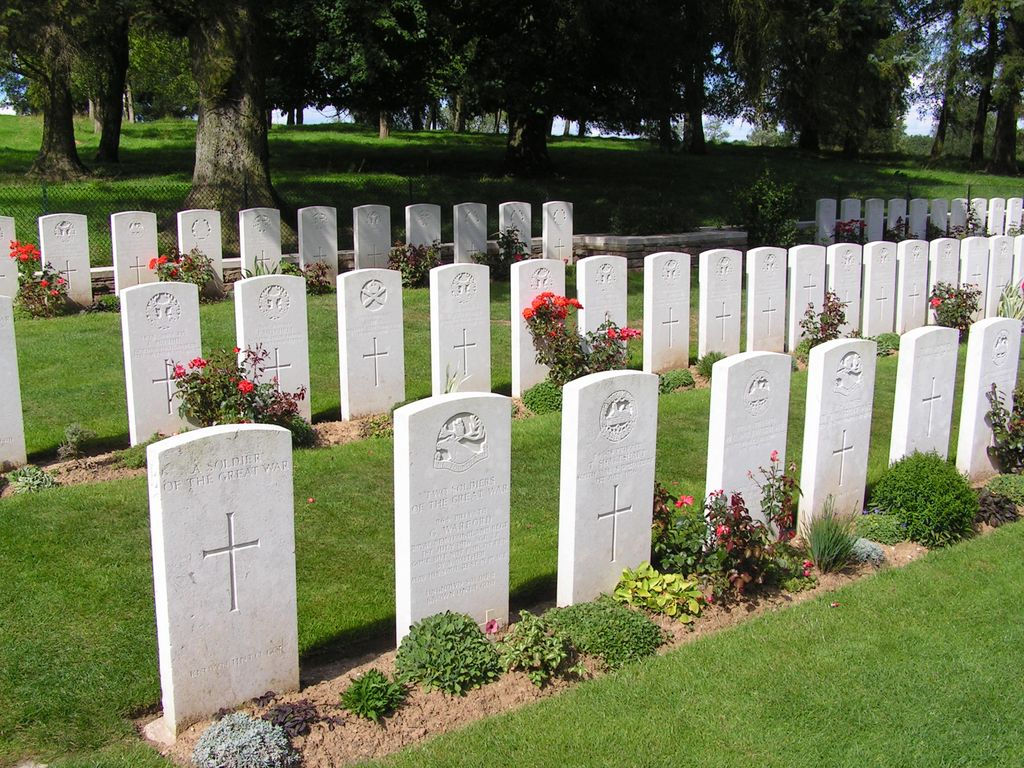
ニューファンドランド連隊の兵士の墓
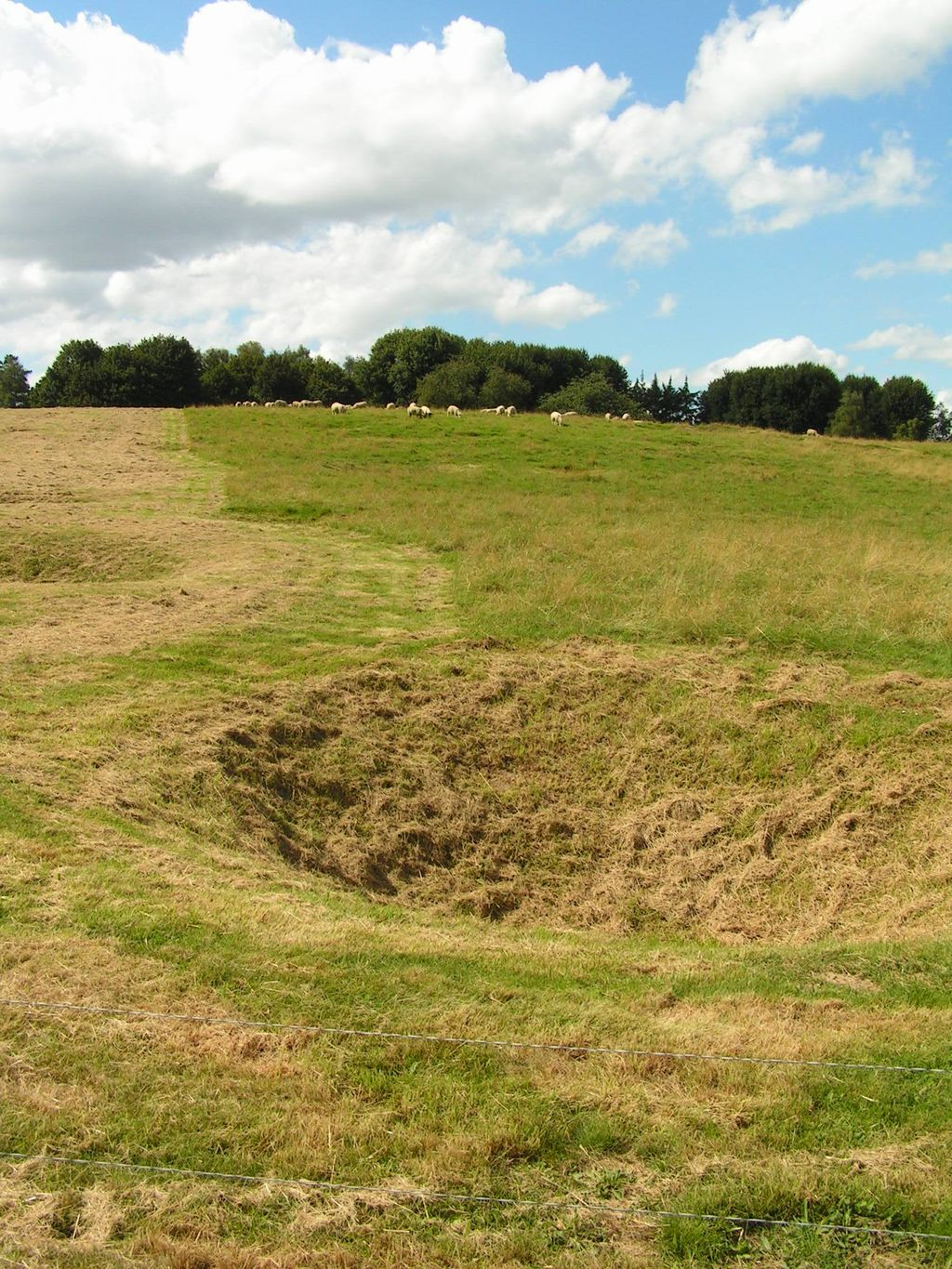
ニューファンドランド公園内に残る砲弾爆発の跡
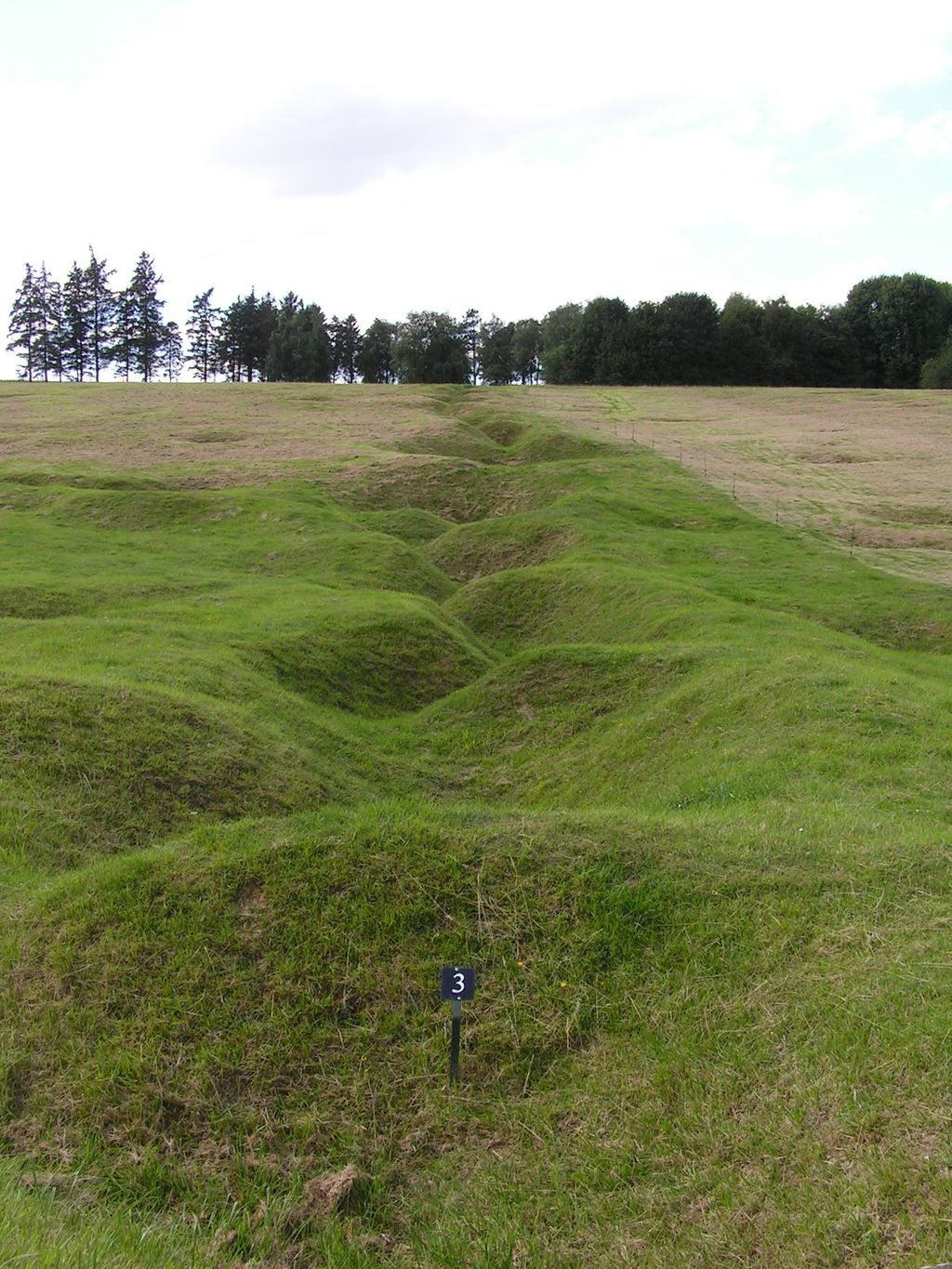
第一次世界大戦中の塹壕が保存されている

## ゆかりの人物
- ヘクター・ヒュー・マンロー - サキのペンネームで知られる。出征先のボーモンタメルで戦死。

## 参照
1. ↑  
"Orthodromie entre "Beaumont-Hamel" et "Paris"". le site lion1906.com de Lionel Delvarre. 2015年4月29日閲覧。.
2. ↑  
"Orthodromie entre "Beaumont-Hamel" et "Amiens"". le site lion1906.com de Lionel Delvarre. 2015年4月29日閲覧。.
3. ↑  
"Orthodromie entre "Beaumont-Hamel" et "Lille"". le site lion1906.com de Lionel Delvarre. 2015年4月29日閲覧。.
4. 1 2  Notice géographique et historique sur la commune de Beaumont-Hamel, rédigée pat M. Doutreleau, instituteur, entre 1897 et 1899, Amiens, Archives départementales de la Somme
5. ↑  Limites des communes de Beaumont-Hamel, Thiepval et Authuille sur Géoportail (consulté le 29 avril 2015).
6. 1 2 3 4 5 6  Abbé fr:Paul Decagny, L'Arrondissement de Péronne ou recherches sur les villes, bourgs, villages et hameaux qui le composent, 1844; réédition partielle, Albert et ses environs, Paris, 1999, Rassorts-Lorisse ISSN 0993-7129
7. ↑  http://cassini.ehess.fr/cassini/fr/html/fiche.php?select_resultat=3251
8. ↑  https://www.insee.fr/fr/statistiques/3293086?geo=COM-80069
9. ↑  http://www.insee.fr
10. ↑  Présentation du mémorial sur le site des Chemins de mémoire
11. ↑  Cérémonies commémoratives au mémorial le 1er juillet et le 8 décembre de chaque année.